# Dendromyza reinwardtiana
Dendromyza reinwardtiana là một loài thực vật có hoa trong họ Santalaceae. Loài này được (Blume ex Korth.) Danser mô tả khoa học đầu tiên năm 1940.